# Navanethem Pillay
Navanethem Pillay (en Tamil: நவநீதம் பிள்ளை), conocida como Navi Pillay (Durban, Sudáfrica, 23 de septiembre de 1941) es una jurista sudafricana, Alta Comisionada de las Naciones Unidas para los Derechos Humanos de 2008 a 2014.

## Biografía

### Trayectoria profesional
Se graduó en la Universidad de Natal y se doctoró en Derecho en la Escuela de Leyes, de la Universidad de Harvard. Como abogada, desarrolló una intensa actividad contra el apartheid en su país, y también como activa militante sindicalista y en el apoyo a los derechos de la mujer. Desde el año 1995 al 2003 fue jueza del Tribunal Penal Internacional para Ruanda y su presidenta desde 1999 a 2003. De 2003 a 2008 fue jueza en la Corte Penal Internacional en La Haya. Desde 2008 hasta 2014 fue Alta Comisionada de las Naciones Unidas para los Derechos Humanos sustituyendo a la canadiense Louise Arbour.Recibió la Medalla de Honor Ruth Bader Ginsburg que otorga la World Jurist Association en el año 2021

### Trayectoria activista por los Derechos Humanos
Fue cofundadora de la organización internacional no gubernamental Equality Now y participó con diversas organizaciones que trabajan sobre cuestiones relativas a la infancia, los presos, las víctimas de la tortura y de la violencia doméstica
También firmó el documento "Born Free And Equal" en septiembre de 2012 sobre orientación sexual e identidad de género en derecho internacional de los derechos humanos.